# Рачин (Дубенський район)
Ра́чин — село в Україні, у Тараканівській сільській громаді Дубенського району Рівненської області.
Населення становить 1803 осіб. Входить до складу Рачинського старостинського округу.

## Географія
Через село тече річка Липка, права притока Ікви.

## Символіка
Затверджена 9 липня 2009р. рiшенням №358 сесії сільської ради.

### Герб
У червоному щиті із зеленою базою поверх всього виникають три срібних списи, середній нижче, що супроводжуються зверху срібним лапчастим хрестом.

### Прапор
Прямокутне полотнище із співвідношенням сторін 2:3 складається з двох вертикальних смуг жовтого та червоного кольорів у співвідношенні 1:3. Від нижнього краю полотнища відходить зелена хвилеподібна смуга в 1/3 ширини прапора. На жовтій смузі п'ять коричневих колосків. Поверх червоної та зеленої смуг три коричневі списи, середній нижче, зверху жовтий лапчастий хрест.

## Історія
Засновано 1545 на території Волинського воєводства Великого князіства Литовського. В описі Луцького замку 1545 року про це поселення читаємо: « В  Ратчине не надобно (не слід ) брать мита».
Грамота другої половини 15 століття оповіщає: в Рачині не надобе «давати мита». [Архівовано 13 вересня 2021 у Wayback Machine.]
У скарзі підстарости Михайла Мишки з 1561 року сказано, що «погорельськими й рачинськими крестьянами князя Константина Острожского» вчинено грабунок і побої його слугам, селянам.
Після поділу Польщі 1793 року територія, до якої належить Рачин, відійшла до Російської імперії. Село знаходилось у складі Дубенського повіту Волинської губернії.
Акт 1801 року згадує «Рачин» з нагоди переліку податкових повинностей натурою і грішми 
В 1889 році в населеному пункті  було 138 дворів і 1174 прихожан.
У 1906 році село Дубенської волості Дубенського повіту Волинської губернії. Відстань від повітового міста 4 верст, від волості 5. Дворів 151, мешканців 1081.
В часи Першої світової війни біля Рачина проходила лінія фронту. З осені 1915 року перебувало під владою німецько-австрійських військ. В червні 1916 року захоплене російськими військами в ході Брусиловського прориву.
7 (20) листопада 1917 року, відповідно до Третього Універсалу Української Центральної Ради, увійшло до складу Української Народної Республіки.
Внаслідок поразки Перших визвольних змагань, а також підписання Польщею сепаратного Ризького мирного договору село опиняється під владою Республіки Польща.
З 1919 входить до складу Вербської ґміни Дубенського повіту Волинського воєводства.
На 1936 рік село входило до ґміни Дубно Дубенського повіту. 
У вересні 1939 року, згідно із пактом Молотова — Ріббентропа, село захоплено червоною армією і включено до складу Української РСР. 1940 Рачин у складі Вербського району новоутвореної Ровенської області.
В червні 1941 село було в центрі однієї з найбільших танкових битв в історії — Дубно—Луцьк—Броди. В березні 1944 року село визволене Червоною Армією від німецько — фашистських окупантів.
В 1951  розпочато будівництво восьмирічної школи,
З 24 серпня 1991 село входить до складу незалежної України.
В 2011 році  відкрито відділення пошти та зв’язку. 
Від 2016 року в складі Тараканівської сільської громади.
12 червня 2020 року, відповідно до розпорядження Кабінету Міністрів України № 722-р від «Про визначення адміністративних центрів та затвердження територій територіальних громад Рівненської області», увійшло до складу Тараканівської сільської громади.
19 липня 2020 року, в результаті адміністративно-територіальної реформи та ліквідації  Дубенського (1939—2020) району, село увійшло до складу новоутвореного Дубенського району.

## Населення

### Мова
Розподіл населення за рідною мовою за даними перепису 2001 року:
| Мова       | Кількість | Відсоток |
| ---------- | --------- | -------- |
| українська | 1799      | 99.78%   |
| російська  | 3         | 0.17%    |
| білоруська | 1         | 0.05%    |
| Усього     | 1803      | 100%     |

## Релігія
18 листопада 2014 року у Рачині зареєстрували громаду Української православної церкви Київського патріархату (реєстровий номер 39498517), яка після проведення опитування в селі оголосила місцеву церкву на честь Казанської ікони Божої Матері своєю. Громада Української православної церкви Московського патріархату (реєстровий номер 22585136), яка користувалась церквою до того часу, після цього почала проводити богослужіння у капличці на місцевому цвинтарі, не вступаючи у конфлікт з односельцями. 17 грудня 2016 року в селі освятили фундамент нового храму на честь святої великомучениці Варвари для громади УПЦ.

## Мешканці
В селі народилися:
- Адамовський Микола Григорович — український учений, перший проректор Національного лісотехнічного університету України, Заслужений працівник освіти України.
- Лампека Микола Геронтійович (нар. 1954) — український художник декоративної кераміки, скульптор, дизайнер.
- Федорчук Юрій Миколайович (нар. 1989 р.) — футболіст, воротар ФК «Волинь» (2007-08 рр.)[11]

У Дубно на місці шибениці стоїть хрест трьом воякам УПА з села Рачин (Синюк, Гордійчук, Лампека), прилюдно повішеним у січні 1945 року.

## Бібліотека
Бібліотека-філіал с. Рачин знаходиться на території Рачинської сільської ради. Обслуговує близько 700 читачів. Книжковий фонд становить понад 10.6 тис. примірників. Бібліотекою успішно проводяться різноманітні культурно-просвітницькі заходи, присвячені суспільно-політичним подіям, знаменним датам України та світової спільноти. Пріоритетним напрямком в роботі бібліотеки є краєзнавство. Діє інформаційний центр — (ПДГ) Пункт Доступу Громадян.
Учасники Другої світової війни
- Клец Сергій Кіндратович (1905—1993). Рядовий. Воював на ІІІ Прибалтійському фронті. Визволяв Ригу, Лібаву. Нагороджений медаллю «За перемогу над Німеччиною»[13].
- Лампека Радіон Пилипович (1910—1995). Рядовий. Воював на І Білоруському фронті. Визволяв Ленінград, Виборг, Нарву. Нагороджений медаллю «За відвагу», «За бойові заслуги»[13].
- Меркулов Олександр Петрович (1918). Старшина. Нагороджений орденом Червоної зірки, медаллю «За перемогу над Німеччиною»[13].
- Поровчук Борис Васильович (1919—1999). Рядовий. Воював на І Українському фронті. Визволяв Одесу. Нагороджений медаллю «За перемогу над Німеччиною у Великій Вітчизняній війні 1941—1945 рр.»[13].
- Синюк Аркадій Автономович (1919—1989). Рядовий. Визволяв Псков. Нагороджений медаллю «За Перемогу над Німеччиною»[13].